# NCAA籃球錦標賽最傑出球員
NCAA籃球錦標賽最傑出球員（英文：NCAA Basketball Tournament Most Outstanding Player），簡稱MOP獎，為一年一度的籃球獎項，由美聯社選出頒發給NCAA男子與女子籃球在最终四強賽（俗稱Final Four）中表現最傑出的球員。MOP獎通常頒發給冠軍隊的球員，特別是從1981年起取消季軍戰之后。最近一位非冠軍隊伍的得主為1983年的哈基姆·歐拉朱萬，而最近一位非冠軍隊伍的女性得主為1991年的唐·斯特丽。NCAA史上只有一位非先發球員得到此獎：2013年路易斯維爾大學的Luke Hancock。

## 歷年得獎者

### NCAA男子籃球第一級MOP獎
| - 1939 – Jimmy Hull，奧克拉荷馬州立大學 - 1940 – Marvin Huffman，印第安納大學 - 1941 – John Kotz，威斯康辛大學麥迪遜分校 - 1942 – 霍伊·達爾瑪，史丹佛大學 - 1943 – Ken Sailors，懷俄明大學 - 1944 – 阿爾尼·菲林，猶他大學 - 1945 – Bob Kurland，俄亥俄州立大學 - 1946 – Bob Kurland，俄亥俄州立大學 - 1947 – 喬治·卡夫騰，圣十字学院 - 1948 – 亞歷克斯·格羅扎，肯塔基大學 - 1949 – 亞歷克斯·格羅扎，肯塔基大學 - 1950 – Irwin Dambrot，紐約市立學院 - 1951 – Bill Spivey，肯塔基大學 - 1952 – 克萊德·拉福萊特，堪萨斯大学 - 1953 – B. H. Born，堪萨斯大学 - 1954 – 湯姆·古拉，拉塞尔大學 - 1955 – 比爾·拉塞爾，舊金山大學 - 1956 – 哈爾·里爾，天普大學 - 1957 – 威爾特·張伯倫，堪萨斯大学 - 1958 – 埃爾金·貝勒，西雅圖大學 - 1959 – 杰里·韦斯特，西維吉尼亞大學 - 1960 – 傑里·盧卡斯，俄亥俄州立大學 - 1961 – 傑里·盧卡斯，俄亥俄州立大學 - 1962 – Paul Hogue，辛辛納提大學 - 1963 – 阿特·海曼，杜克大學 - 1964 – 沃尔特·哈泽德，加州大學洛杉磯分校 - 1965 – 比爾·布拉德利，普林斯頓大學 - 1966 – 傑里·錢伯斯，猶他大學 - 1967 – 卡里姆·阿布都·賈霸，加州大學洛杉磯分校 - 1968 – 卡里姆·阿布都·賈霸，加州大學洛杉磯分校 - 1969 – 卡里姆·阿布都·賈霸，加州大學洛杉磯分校 - 1970 – 悉尼·威克斯，加州大學洛杉磯分校 - 1971 – 從缺（Howard Porter，維拉諾瓦大學）因已簽訂職業合約，遭到取消資格） - 1972 – 比尔·沃尔顿，加州大學洛杉磯分校 - 1973 – 比尔·沃尔顿，加州大學洛杉磯分校 - 1974 – 戴维·汤普森，北卡羅來納州立大學 - 1975 – Richard Washington，洛杉磯加利福尼亞大學 - 1976 – 肯特·本森，印第安納大學 - 1977 – 布奇·李，馬凱特大學 - 1978 – 傑克·吉文斯，肯塔基大學 - 1979 – 魔術強森，密西根州立大學 - 1980 – 達內爾·格里菲斯，路易斯維爾大學 - 1981 – 以賽亞·湯瑪斯，印第安納大學 - 1982 – 詹姆斯·沃西，北卡羅來納大學 - 1983 – 哈基姆·歐拉朱萬，休士頓大學 - 1984 – 派屈克·尤英，喬治城大學 - 1985 – Ed Pinckney，維拉諾瓦大學 - 1986 – 佩維斯·埃里森，路易斯維爾大學 - 1987 – Keith Smart，印第安納大學 - 1988 – 丹尼·曼寧，堪薩斯大學 - 1989 – 格倫·萊斯，密西根大學 - 1990 – Anderson Hunt，內華達大學拉斯維加斯分校 - 1991 – 克里斯汀·萊特納，杜克大學 - 1992 – 鮑比·赫利，杜克大學 - 1993 – Donald Williams，北卡羅來納大學 - 1994 – 柯利斯·威廉姆森，阿肯色大學 - 1995 – Ed O'Bannon，加州大學洛杉磯分校 - 1996 – 托尼·德爾克，肯塔基大學 - 1997 – Miles Simon，亞利桑那大學 - 1998 – Jeff Sheppard，肯塔基大學 - 1999 – 理查德·汉密尔顿，康乃狄克大學 - 2000 – 馬汀·克里夫斯，密西根州立大學 - 2001 – 肖恩·巴蒂爾，杜克大學 - 2002 – 胡安·迪克森，馬里蘭大學學院市分校 - 2003 – 卡梅隆·安東尼，雪城大學 - 2004 – 埃米卡·奧卡福，康乃狄克大學 - 2005 – 肖恩·梅，北卡羅來納大學 - 2006 – 喬金·諾亞，佛羅里達大學 - 2007 – 科里·布魯爾，佛羅里達大學 - 2008 – 馬里奧·查爾默斯，堪萨斯大学 - 2009 – 韋恩·艾靈頓，北卡羅來納大學 - 2010 – 凱爾·辛格勒，杜克大學 - 2011 – 肯巴·沃克，康乃狄克大學 - 2012 – 安東尼·戴維斯，肯塔基大學 - 2013 – Luke Hancock，路易斯維爾大學 - 2014 – 沙巴茲·奈皮爾，康乃狄克大學 - 2015 - 泰厄斯•瓊斯,杜克大學 - 1982 – 贾尼丝·劳伦斯·布拉克斯顿，路易斯安那理工大学 - 1983 – 谢丽尔·米勒，南加州大學 - 1984 – 谢丽尔·米勒，南加州大學 - 1985 – Tracy Claxton，威廉與瑪麗學院 - 1986 – 克拉丽莎·戴维斯，德克薩斯州大學奧斯汀分校 - 1987 – Tonya Edwards，田納西大學 - 1988 – Erica Westbrooks，路易斯安那理工大学 - 1989 – 布丽奇特·戈登，田納西大學 - 1990 – 珍妮弗·阿齐，史丹佛大學 - 1991 – 唐·斯特丽，維吉尼亞大學 - 1992 – Molly Goodenbour，史丹佛大學 - 1993 – 谢丽尔·斯伍普斯，德克薩斯理工大學 - 1994 – Charlotte Smith，北卡羅來納大學教堂山分校 - 1995 – 丽贝卡·洛博，康乃狄克大學 - 1996 – Michelle Marciniak，田納西大學 - 1997 – 沙米克·霍尔兹克劳，田納西大學 - 1998 – 沙米克·霍尔兹克劳，田納西大學 - 1999 – Ukari Figgs，普渡大學 - 2000 – Shea Ralph，康乃狄克大學 - 2001 – 露丝·赖利，聖母大學 - 2002 – 斯温·卡什，康乃狄克大學 - 2003 – 黛安娜·陶乐西，康乃狄克大學 - 2004 – Diana Taurasi，康乃狄克大學 - 2005 – Sophia Young，貝勒大學 - 2006 – Laura Harper，馬里蘭大學學院市分校 - 2007 – 坎达丝·帕克，田納西大學 - 2008 – Candace Parker，田納西大學 - 2009 – 蒂娜·查尔斯，康乃狄克大學 - 2010 – 玛雅·摩尔，康乃狄克大學 - 2011 – Danielle Adams，德州農工大學 - 2012 – 布里特妮·格里纳，貝勒大學 - 2013 – 布里安娜·斯图尔特，康乃狄克大學 - 2014 – 布里安娜·斯图尔特，康乃狄克大學 |

## 資料來源與外部連結
- Final Four - Most Outstanding Player from Basketball.com
- NCAA Basketball Tournament Most Outstanding Players History（页面存档备份，存于） from InsideHoops.com
- NCAA Tournament Most Outstanding Players: Where Are They Now? from LostLettermen.com